# Trifolium salmoneum
Trifolium salmoneum là một loài thực vật có hoa trong họ Đậu. Loài này được Mouterde miêu tả khoa học đầu tiên.